# Stockby gård

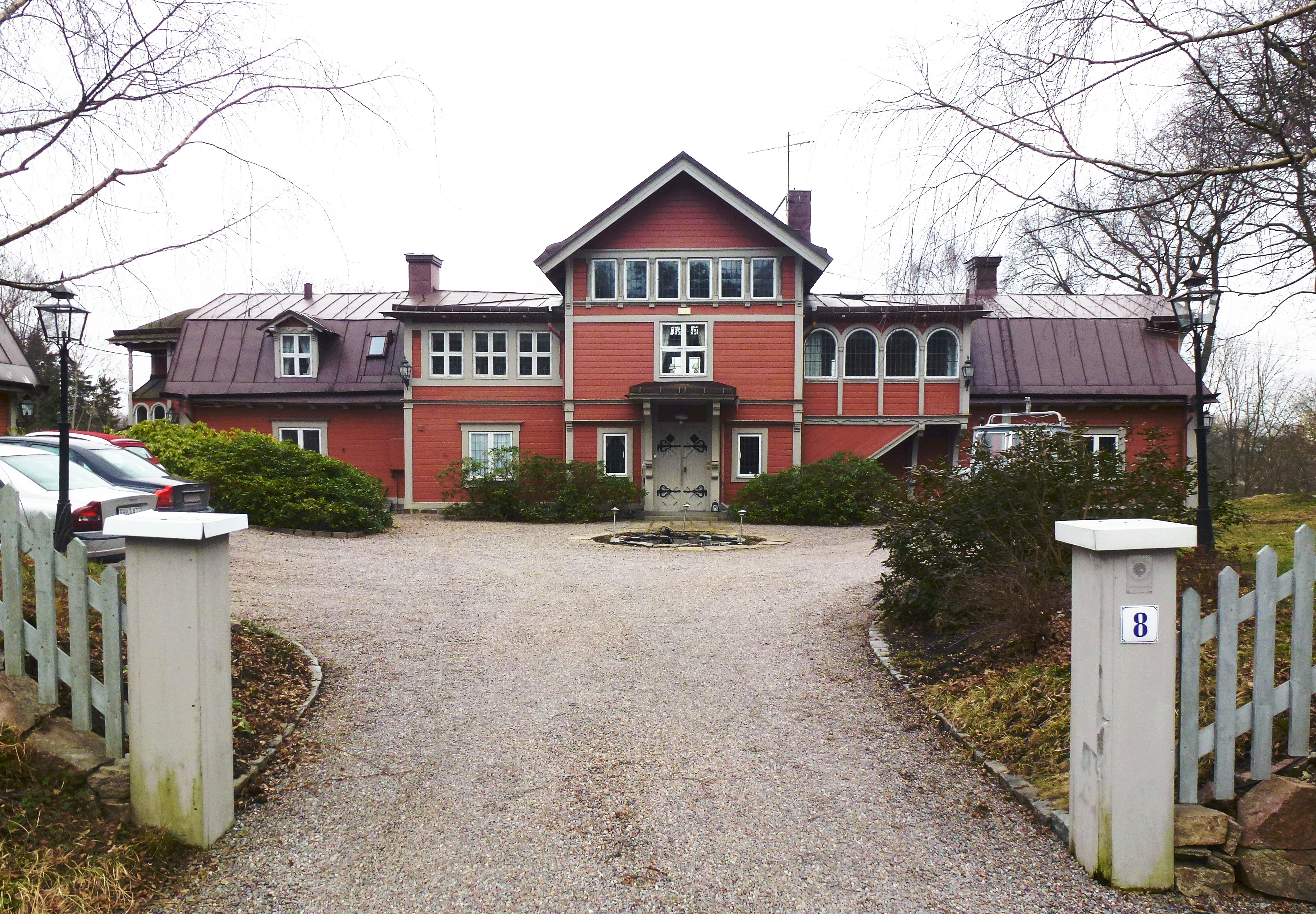
Stockby gård, fasad mot norr, 2014

Stockby gård (även kallad Norska villan och Villa Svea) är en herrgård i kvarteret Kammarherren vid Stockbyvägen 8 i kommundelen Stocksund, Danderyds kommun. Stockby gårds ägor förvärvades 1888 av Stockby AB och blev början till villastaden Stocksund. Nuvarande manbyggnad uppfördes på 1740-talet men har om- och tillbyggts under årens lopp.

## Historik

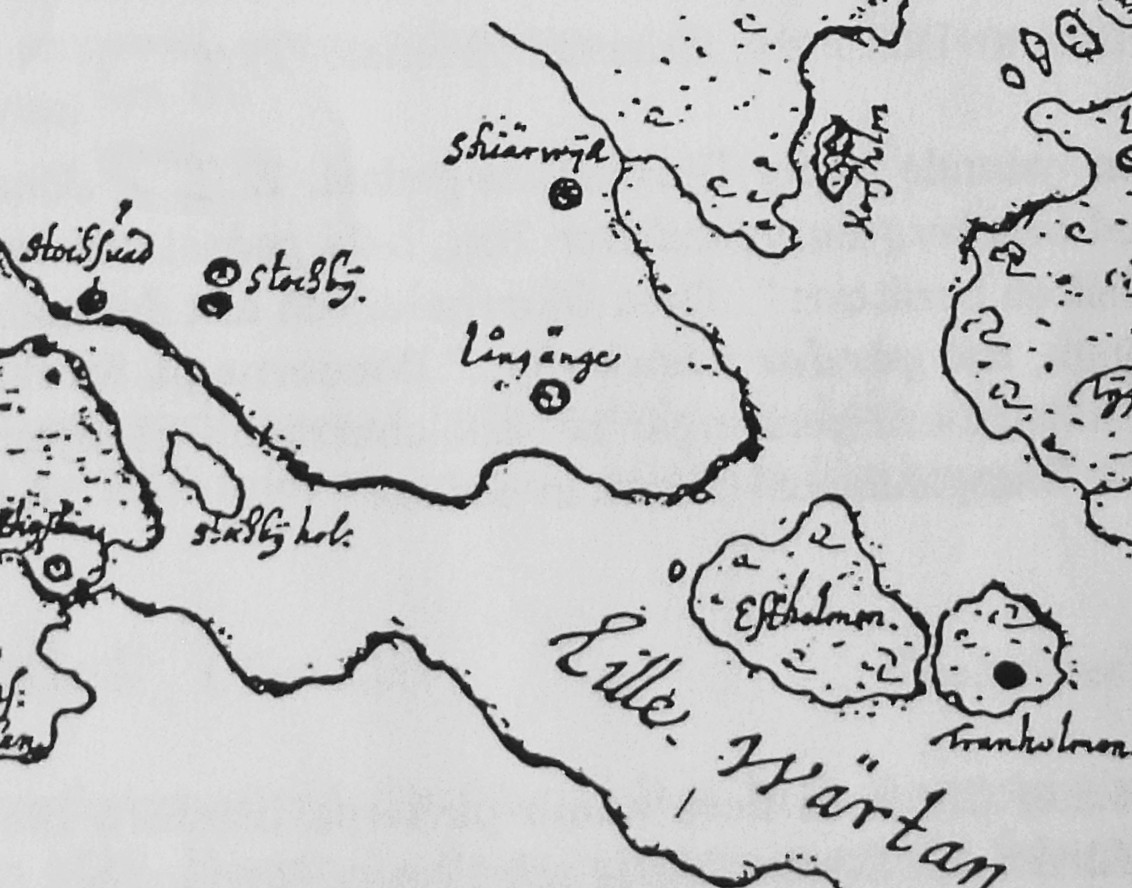
Del av Peder Mehnlöös, karta 1661.

Stockby gård har sannolikt anor från slutet av 1200-talet. Men redan på forntiden fanns bosättningar i trakten som en stensättning sydväst om dagens gårdsbyggnad kan vittna om. Som efterleden ”-by” antyder var Stockby ursprungligen en by bestående av några gårdar. År 1361 förekommer ”Stockby” första gången i en offentlig handling och historiker tror sig veta att det inte rör sig om det mindre Stockby på Lidingö.
År 1498 omnämns Stockby som lydande under Djursholmsgodset. Den förste kände torparen på Stockby hette Johan som brukade marken 1538. År 1621 antecknades i jordeböckerna Erich i Stockeby respektive Anders i Ståckeby som arrendatorer. 1661 visas Stockby på Peder Mehnlöös karta. I början av 1700-talet byggdes troligen en ny gård, eventuellt finns rester av denna byggnad kvar i källaren till dagens Stockby gård. År 1709 arrenderades Stockby gård samt färjan över Stocksundet och krogen ”Stocksund” av assessorskan Margareta Eritz. Hennes dotter övertog arrendet efter moderns död. Hon var gift med prosten i Danderyds socken, Johan Älf (1700-1742). År 1740 lät Johan Älf riva huvudbyggnaden och uppföra nuvarande anläggning i två våningar och herrgårdsstil. År 1748 anlades en park söder om huvudbyggnaden med en allé ner till ”Sjöhagen”, nuvarande hamnområdet vid Stocksundet. 
Under kammarrättsrådet Eric Magnus Thalén, som övertog arrendet 1803, skedde en större upprustning och tillbyggnad av gården. Mot öst förlängdes byggnaden och fick därmed en längd av 48 alnar (ca 30 meter), det är samma mått som idag. Vid mitten av 1800-talet var Stockby gård fortfarande en viktig del av Djursholmsgodset, men 1853 avsöndras Stockby från godset i och med att egendomen såldes till Axel Emil Wirsén. Han sålde 1865 i sin tur till Johan August Hazelius (far till Skansens grundare Artur Hazelius). Vid dennes död 1871 förvärvades egendomen av ordensbiskopen Frithiof Grafström. Gården drevs då fortfarande som ett mindre lantbruk. Den stora ladugården låg nordost om huvudbyggnaden, på platsen för nuvarande scoutstuga. Grafström brukade hålla predikningar för traktens folk hemma hos sig.

## Historiska kartor

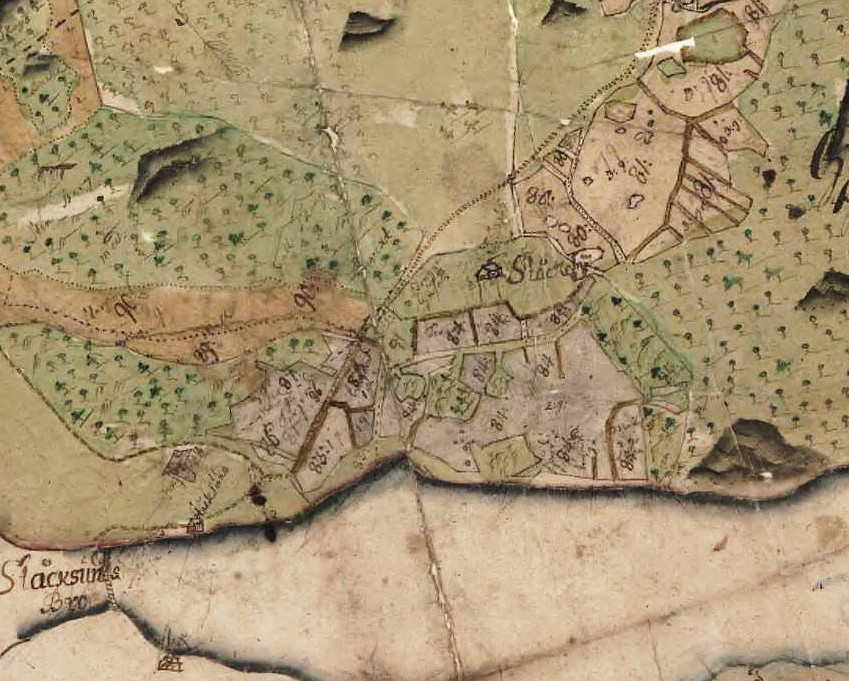
1734
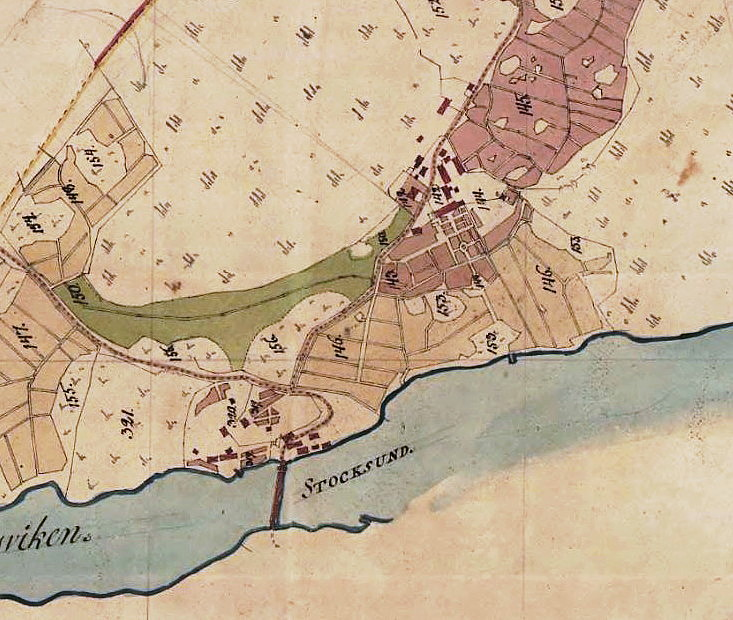
1818
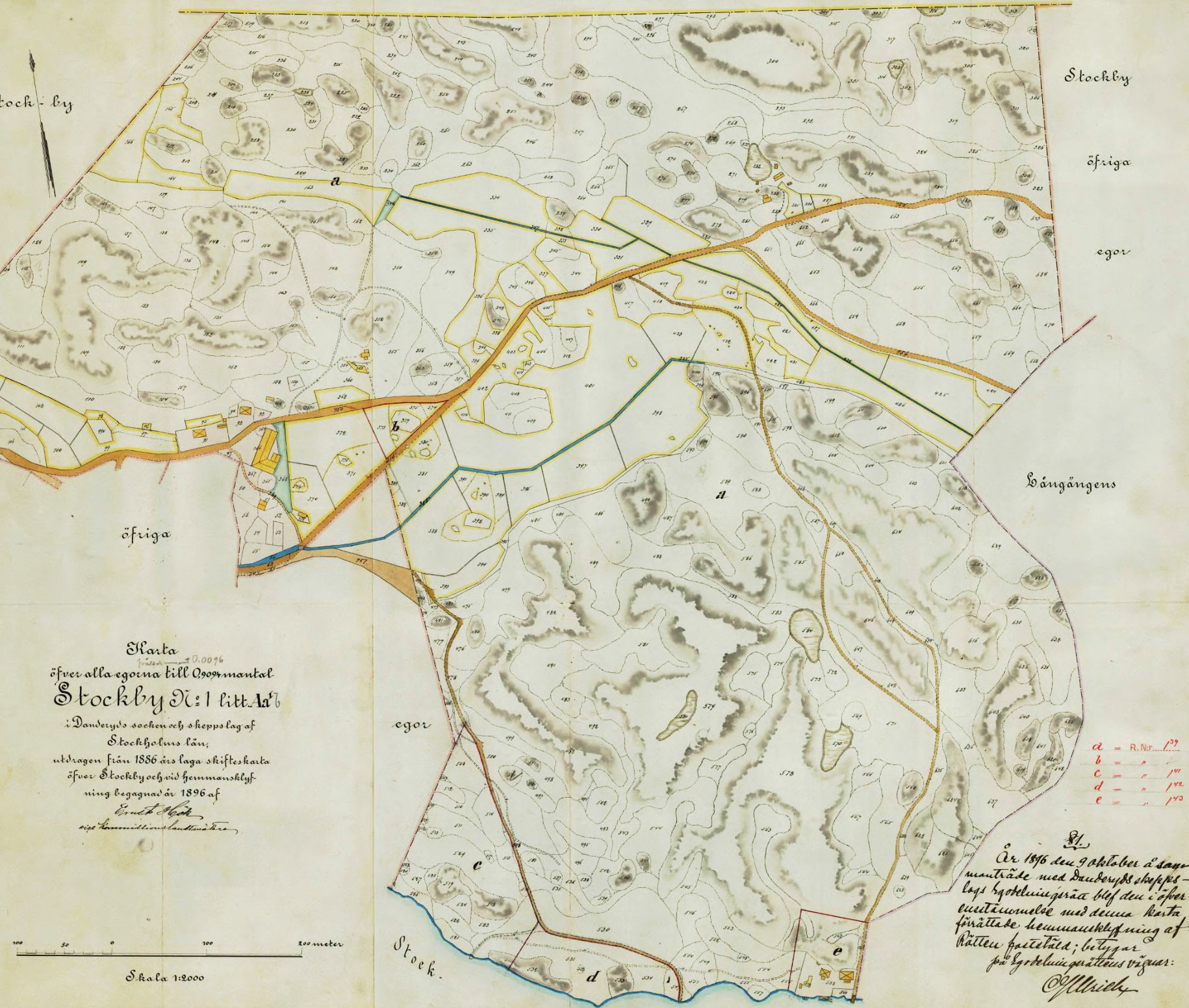
1886
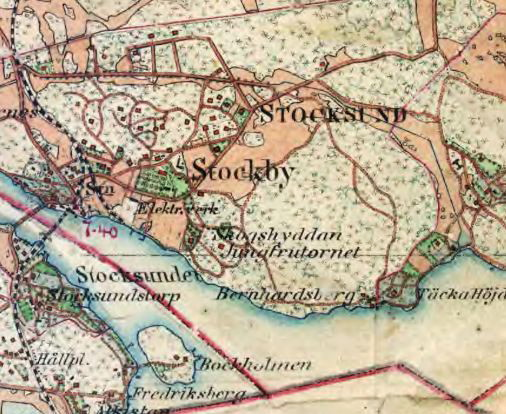
1901

## Stockby gård styckas
När Grafström avled 1883 vände sig Grafströms änka till sin svåger juristen kammarherren Carl Eduard von Horn att vara behjälplig med bouppteckningen. Det visade sig att boet hade stora skulder och von Horn såg nu en möjlighet att förvärva Stockbys ägor och förvandla området till en villastad. Marken, som omfattade 0,9094 mantal, köptes för 150 000 kronor av det nybildade fastighetsexploaterings- och försäljningsbolaget Stockby AB och styckades av till villatomter, som salufördes under namnet Stocksunds Villaparker.

## Historiska bilder

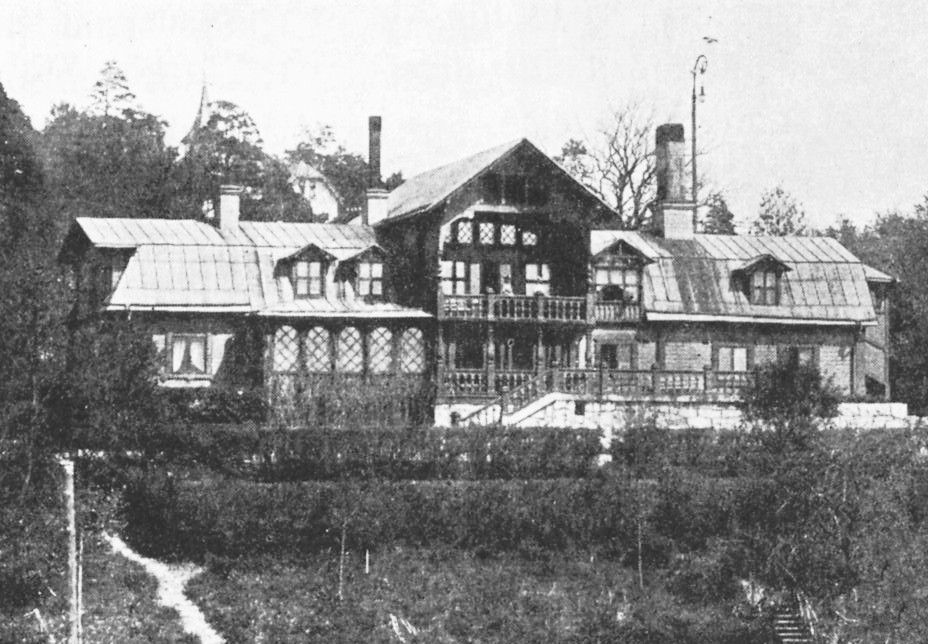
"Villa Svea", 1911
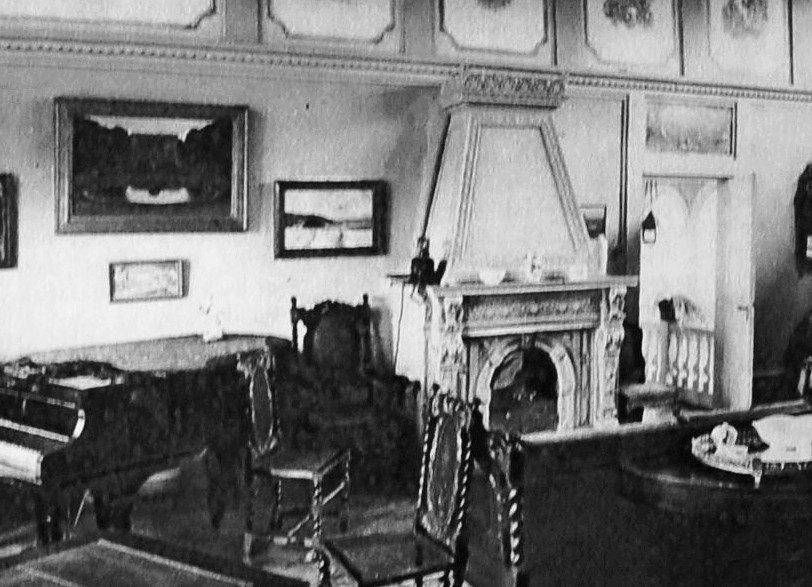
Musikrummet "kyrksalen"
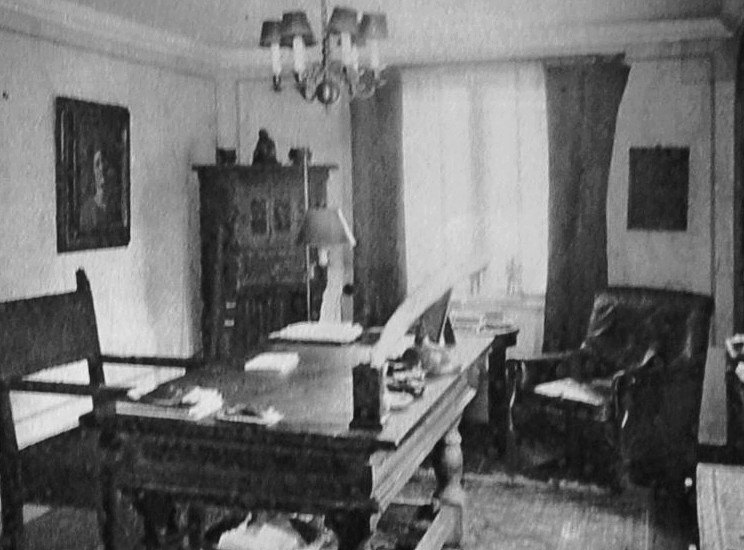
David Blombergs arbetsrum
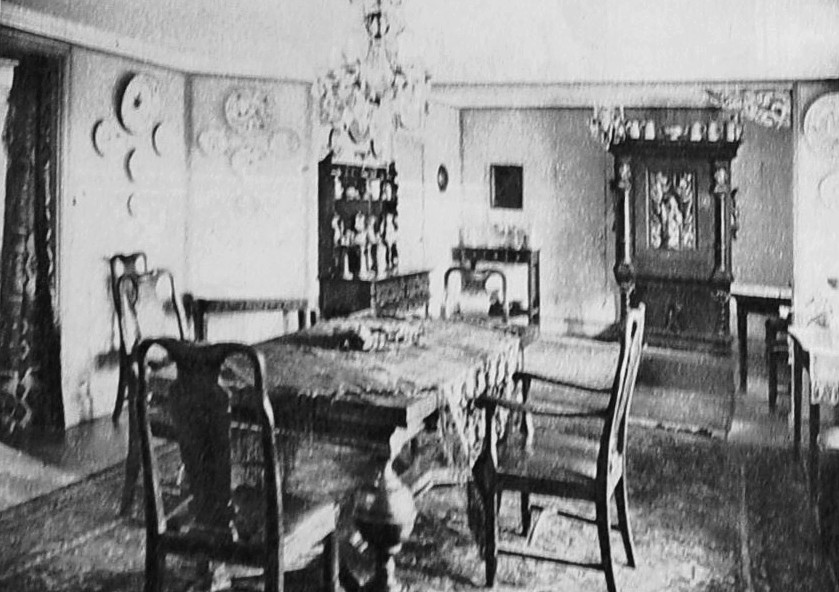
Blombergs matsal, 1930-tal

## Senare historik

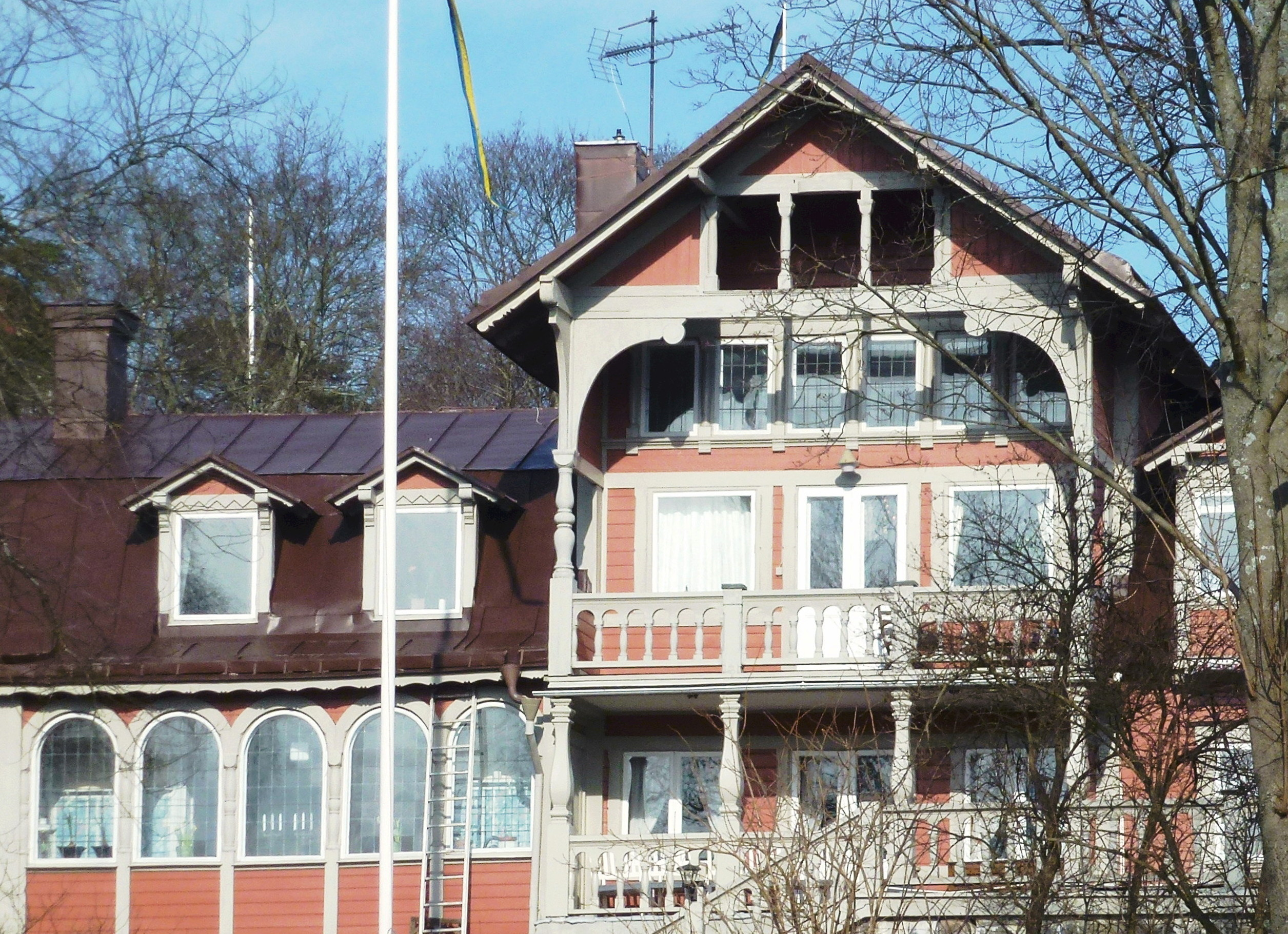
Fasad mot syd, 2014.

År 1898 köpte von Horn Stockby gårds huvudbyggnad och lät bygga om huset i nationalromantisk stil med snickarglädje, svarvade kolonner, drakhuvuden och andra detaljer i dåtidens smak. Han kallade huset  ”Norska villan” och flyttade in med sin familj 1899. Efter unionsupplösningen med Norge 1905 döpte han om huset till ”Villa Svea” – till mångas belåtenhet. von Horn flyttade 1909 från ”Villa Svea” men kvarstod som ägare och hyrde ut fram till 1911. Då avvecklade von Horn sitt fastighetsbolag Stockby AB och flyttade tillbaka till Möckelsnäs herrgård i Stenbrohults socken, Småland. Samma år invigdes Långängsbanan vars spår drogs rakt över Stockby gårds parkområde.
Den släkt som bodde längst på Stockby gård var möbelformgivaren David Blomberg med familj som flyttade in 1927. Huset var upptäcktsresanden Rolf Blombergs och arkitekten Curt Blombergs barndomshem. Rummet där biskopen Frithiof Grafström höll sina predikningar var musikrum under Rolf Blombergs uppväxt och kallades för ”kyrksalen”. Gården stannade i släkten Blombergs ägo fram till 1992 då nuvarande familj Albinsson tog över. Stockby gård är numera om- och tillbyggd samt pietetsfullt renoverad. Byggnaden är en träbyggnad i 1½ och två våningar med frontespis, tvåvåningsveranda och sidoflyglar. Fasaderna är målade i gammalrosa kulör med detaljer som pilaster, fönster- och dörrfoder målade i varmgrå färgton.